# Дюваль, Клод
Клод Дюваль (1643 — 21 января 1670) — известный британский разбойник французского происхождения, действовавший в Англии в период после Реставрации.
Известно, что он родился в 1643 году в Домфроне, Нормандия, в 14-летнем возрасте был слугой в Париже, затем стал конюхом у эмигрировавших во Францию английских роялистов. После восстановления власти Стюартов в Англии отправился в эту страну вместе с герцогом Ричмондом, у которого был слугой, а затем стал печально знаменитым разбойником, смелость грабежей которого на дорогах, ведущих к Лондону, была не менее известна, чем его галантность в отношениях с женщинами (хотя серьёзными историческими источниками последнее обстоятельство не подтверждается). За его поимку предлагалось большое вознаграждение, ввиду чего он на некоторое время был вынужден бежать во Францию. В итоге Дюваль был пойман в Лондоне и повешен в Тайберне.
Жизнь и образ Клода Дюваля нашли своё отражение в английском фольклоре и литературе; в частности, поэмы о его приключениях писали Уильям Поуп и Сэмюэль Батлер.